# ألفريدو كارمونا
ألفريدو كارمونا (بالإسبانية: Alfredo Carmona) هو لاعب كرة قدم بيروفي في مركز الوسط، ولد في 10 مايو 1971 في ليما في بيرو. لعب مع نادي يونيفرسيتاريو.

## وصلات خارجية
- ألفريدو كارمونا على موقع الاتحاد الدولي (مؤرشف)  (الإنجليزية)
- ألفريدو كارمونا على موقع قاعدة بيانات كرة القدم.إي يو (الإنجليزية)
- ألفريدو كارمونا على موقع ناشيونال فوتبول تيمز (الإنجليزية)